# Jaunpass
Jaunpass är ett bergspass i Schweiz.   Det ligger i distriktet Obersimmental-Saanen och kantonen Bern, i den sydvästra delen av landet, 40 km söder om huvudstaden Bern. Jaunpass ligger 1 509 meter över havet.
Terrängen runt Jaunpass är varierad.
I omgivningarna runt Jaunpass växer i huvudsak blandskog. Runt Jaunpass är det ganska glesbefolkat, med 29 invånare per kvadratkilometer.